# Arti e Mestieri
Arti e Mestieri est un groupe de rock progressif italien, originaire de Turin. Formé en 1974 par Furio Chirico, ancien batteur de The Trip et de I Ragazzi del Sole, Arturo Vitale, Gigi Venegoni, Giovanni Vigliar et Marco Gallesi du groupe Sogno Di Archimede. Le groupe est ensuite complété par le claviériste des Mystics de l'époque Beppe Crovella ; le groupe est toujours actif aujourd'hui.
Leur style musical est à certains égards proche du contexte progressif, mais l'empreinte qu'ils ont laissée derrière eux au fil des ans sent très fort le jazz. Le style peut être défini, selon les cas, comme du rock progressif classique, bien qu'utilisant des harmonies de jazz avancées, ou comme du rock symphonique jazz, car le groupe utilise des harmonies symphoniques rarement trouvées dans le simple jazz rock.

## Histoire

### Première période
Le groupe débute son parcours en 1974 avec le soutien de deux figures clés de l'époque : le manager Franco Mamone et le producteur de disques Gianni Sassi (Cramps Records). Ils font leurs débuts au Parco Lambro de Milan en 1974 lors du Festival del Re Nudo, surnommé le « Woodstock italien », avec une formation composée de Furio Chirico (batterie), Beppe Crovella (piano, orgue, mellotron, synthétiseur), Marco Gallesi (basse), Gigi Venegoni (guitare, synthétiseur), Giovanni Vigliar (violon, chant), Arturo Vitale (saxophone soprano et baryton, clarinette, vibraphone).
Ils rencontrent ensuite Gianni Sassi, qui les enrôle dans son label Cramps Records. italien : Tilt (Immagini per un orecchio), le premier album, est enregistré à Rome et devient immédiatement un classique du rock progressif. Il est suivi de tournées de théâtre avec Premiata Forneria Marconi, d'un retour au festival Re Nudo au Parco Lambro, et de tournées avec Gentle Giant et Area. L'année suivante, ils sortent leur deuxième album Giro di valzer per domani en 1975, au label Cramps Records, qui met davantage l'accent sur le jazz rock. Gianfranco Gaza, ancien membre de Procession, décédé en 1986, chante sur cet album. Immédiatement après la conception (mais non la réalisation) de ce qui aurait dû être leur troisième album (Necropoli), le groupe voit un changement dans son line-up avec le départ de Gigi Venegoni et Marco Gallesi, qui s'impliquent respectivement dans Venegoni e Co et Esagono. Le troisième album, Quinto stato, voit le jour en 1979, alors que le rock progressif perd de son intérêt et que l'âge d'or est définitivement révolu. Le groupe change continuellement de formation et compte 11 albums à son actif, dont des albums studio, des albums live et des compilations, ainsi que de nombreux concerts. L'album, conçu par Furio Chirico et Mario Gallesi, aborde les problèmes sociaux et les thèmes de l'insatisfaction des jeunes d'une manière plus décisive que par le passé.
Après quatre ans de silence, le groupe réapparaît en 1983, complètement révolutionné au niveau du personnel, avec un album intitulé Acquario. Aux côtés de Furio Chirico, on retrouve Antonino Salerno (claviers), Umberto Mari (basse), Luigi Tessarollo (guitare), Guido Scategni (bois) et Sirio Merlo (saxophone). Le jazz-rock proposé est entièrement instrumental et comporte souvent des interactions de jazz pur. Deux ans plus tard suit Children's Blues, également instrumental et avec des solutions encore plus proches du jazz. Le line-up change à nouveau : aux côtés de Chirico, Salerno et Mari, on trouve cette fois Mario Petracca (guitare), Claudio Bonade (saxophone), Gigi Mucciolo (trompette) et Johnny Capriuolo (trombone). Ils sortent au début de 1990, un album live avec des morceaux extraits de Tilt joués en concert en mai 1974 à Turin et contenant l'inédit Comin' Here To Get You, signé par Vigliar.

### Deuxième période
Le groupe se reforme dans les années 1990 avec cinq des premiers membres : Furio Chirico à la batterie, Luigi Venegoni à la guitare, Beppe Crovella aux claviers, Marco Gallesi à la basse, Arturo Vitale au saxophone et Marco Cimino aux claviers. Après quelques concerts, Arturo Vitale quitte le groupe et est remplacé par le violoniste Corrado Trabujo.
En 2000, l'une des œuvres les plus importantes du groupe, Murales, est publiée. En 2001, le groupe sort Articollezione, une compilation de titres inédits de la première période pleine de mélodies vocales. Elle est suivie par Live 1974/2000, sortie en 2003, qui est un double album live. En 2003, avec Roberto Cassetta à la basse et au chant et Slep à la guitare, le groupe donne inlassablement des concerts en Italie et participe au Prog Day, l'un des plus importants festivals des États-Unis. L'année suivante, ils sortent deux albums, Prog Day et Extractions. En mars 2004, avec Marco Roagna à la guitare qui remplace Slep et Warren Dale au saxophone soprano en tant qu'invité, ils donnent une performance au Baja Prog de Mexicali, au Mexique. Après le Baja Prog, le saxophoniste Alfredo Ponissi rejoint officiellement le groupe.
En 2005, ils reviennent au Baja Prog, cette fois-ci en tant que tête d'affiche du festival. Le groupe comprend un nouveau chanteur, Iano Nicolò (chanteur de Cantina Sociale). En juin de la même année, le groupe est invité pour la première fois au Japon, pour 2 concerts enregistrés en audio et vidéo, au Kawasaki City Club Theatre. L'album First Live in Japan est publié au Japon par Disc Union, aux États-Unis par MoonJune Records ; et en Italie par Electromantic Music. À la mi-2009 sort Il Grande Belzon, un mini-album progressif contenant une chanson instrumentale et trois chansons (deux en italien et une en anglais) inspirées de la vie de l'explorateur italien Giovanni Belzoni, un personnage qui rappelle le héros du film Indiana Jones. Belzoni commence à travailler comme « homme fort » dans un cirque, puis devient archéologue et enfin un célèbre égyptologue. Les paroles des chansons de cet album sont entièrement écrites par le journaliste et écrivain Marco Zatterin.
En 2015, le groupe sort son album Universi paralleli chez King Records, Sony Music Italy et Cramps Records. En 2019 naît le projet de concert Essentia, premier défi du groupe axé sur son essence musicale plus jazzy, avec une formation en quintet qui comprend deux membres historiques de la formation originale, Furio Chirico et Gigi Venegoni, ainsi que Piero Mortara, Lautaro Acosta et Roberto Puggioni.
En 2020 sort Essentia Live in Japan ; l'enregistrement intégral du concert Arts and Crafts du 18 mai 2019 au Jazz Rock Legends au Japon.

## Discographie

### Albums studio
- 1974 : Tilt (Immagini per un orecchio) (Cramps Records)
- 1975 : Giro di valzer per domani (Cramps Records)
- 1979 : Quinto stato (Cramps Records)
- 1983 : Acquario (Studio Records)
- 1985 : Children's Blues (Augusta)
- 2001 : Murales
- 2015 : Universi paralleli (King Records, Sony Music Italy/Cramps Records)

### Albums live
- 2002 : Live 1974/2000
- 2003 : ProgDay
- 2006 : First Live in Japan
- 2013 : The Live (CD + DVD), (Ma.Ra.Cash Records)
- 2017 : The Best fo Italian Rock (King Records Japan)
- 2020 : Essentia, Live in Japan (Jazz Rock Legends Live in Japan) (King Records Japan)
- 2020 : Essentia, Live in Japan (Jazz Rock Legends Live in Japan) (Warner Music)
- 2022 : Official Live Bootleg Rome Sept. 11th 2021 (ZdB), (2 CD)

### Compilations
- 2002 : Articollezione (Electromantic Music)
- 2005 : Estrazioni (Electromantic Music)
- 2007 : 33 (Electromantic Music)
- 2018 : The Best of Arti e Mestieri : Gravitas (Electromantic Music Japan)
- 2018 : The Best of Arti e Mestieri : Valzers (Electromantic Music Japan)

### EP
- 2009 : Il grande Belzoni (Electromantic Music)

### Singles
- 1974 : Valzer per domani/Saper sentire (King Records)
- 1984 : Managua/Lemon vodka (Studio Records)